# Kolarstwo na Igrzyskach Wspólnoty Narodów 2010
Kolarstwo na Igrzyskach Wspólnoty Narodów 2010, rozegrane zostało w dniach 5 – 8 października 2010 w Delhi. Kolarstwo torowe odbyło się w hali Indira Gandhi Arena.

## Medaliści

### Kolarstwo szosowe
| Konkurencja                  |                  |                      |                |
| ---------------------------- | ---------------- | -------------------- | -------------- |
| Wyścig uliczny mężczyzn      | Allan Davis      | Hayden Roulston      | David Millar   |
| Wyścig uliczny kobiet        | Rochelle Gilmore | Elizabeth Armitstead | Chloe Hosking  |
| Wyścig ind. na czas mężczyzn | David Millar     | Alex Dowsett         | Luke Durbridge |
| Wyścig ind. na czas kobiet   | Tara Whitten     | Linda Villumsen      | Julia Shaw     |

### Kolarstwo torowe
| Konkurencja                   |                  |                    |                      |
| ----------------------------- | ---------------- | ------------------ | -------------------- |
| Pościg ind. mężczyzn          | Jack Bobridge    | Jesse Sergent      | Michael Hepburn      |
| Pościg ind. kobiet            | Alison Shanks    | Wendy Houvenaghel  | Tara Whitten         |
| Pościg drużynowy mężczyzn     | Australia        | Nowa Zelandia      | Irlandia Północna    |
| Sprint ind. mężczyzn          | Shane Perkins    | Scott Sunderland   | Sam Webster          |
| Sprint ind. kobiet            | Anna Meares      | Becky James        | Emily Rosemond       |
| Sprint drużynowy mężczyzn     | Australia        | Nowa Zelandia      | Malezja              |
| Sprint drużynowy kobiet       | Australia        | Szkocja            | Kanada               |
| Wyścig punktowy mężczyzn      | Cameron Meyer    | George Atkins      | Mark Christian       |
| Wyścig punktowy kobiet        | Megan Dunn       | Lauren Ellis       | Tara Whitten         |
| Skrecz mężczyzn               | Cameron Meyer    | Michael Freiberg   | Zachary Bell         |
| Skrecz kobiet                 | Megan Dunn       | Joanne Kiesanowski | Anna Blyth           |
| Keirin mężczyzn               | Josiah Ng        | David Daniell      | Simon van Velthooven |
| Trial na czas mężczyzn – 1 km | Scott Sunderland | Mohd Rizal Tisin   | Edward Dawkins       |
| Trail na czas kobiet – 500 m  | Anna Meares      | Kaarle McCulloch   | Becky James          |

## Tabela medalowa
| Poz. | Państwo           |    |   |   | Łącznie |
| ---- | ----------------- | -- | - | - | ------- |
| 1    | Australia         | 14 | 3 | 4 | 21      |
| 2    | Nowa Zelandia     | 1  | 7 | 3 | 11      |
| 3    | Malezja           | 1  | 1 | 1 | 3       |
| 3    | Szkocja           | 1  | 1 | 1 | 3       |
| 5    | Kanada            | 1  | – | 4 | 5       |
| 6    | Anglia            | –  | 4 | 2 | 6       |
| 7    | Walia             | –  | 1 | 1 | 2       |
| 7    | Irlandia Północna | –  | 1 | 1 | 2       |
| 9    | Wyspa Man         | –  | – | 1 | 1       |